# Petaurus abidi
Petaurus abidi är en pungdjursart som beskrevs av Alan C. Ziegler 1981. Petaurus abidi ingår i släktet Petaurus och familjen flygpungekorrar. Inga underarter finns listade.
Artepitet i det vetenskapliga namnet hedrar Abid Beg Mirza som är en forskare från Pakistan. Han hittade exemplaret som användes för artens vetenskapliga beskrivning (holotyp).
För två exemplar registrerades en kroppslängd (huvud och bål) av 24,5 respektive 26,4 cm samt en svanslängd av 38,5 respektive 36,0 cm vad som gör arten större än den korthuvade flygpungekorren (Petaurus breviceps) som likaså förekommer på Nya Guinea. Arten har cirka 4,5 cm långa bakfötter och ungefär 3,5 cm stora öron. Ovansidan är täckt av grå päls, ibland med en gulbrun skugga, och undersidans päls är gulbrun med hår som delvis har en grå bas. En längsgående och 0,7 till 2,0 cm bred svart strimma sträcker sig frön området mellan ögonen över huvudet samt över ryggens mitt. Kring ögonen finns smala svarta ringar. På flygmembranens ovansida förekommer svartgrå päls. Den lite yviga svansen är i främre delen mörkgrå och det finns en ganska tydlig gräns mot den svarta bakre delen.
Pungdjuret förekommer i bergstrakter på norra Nya Guinea. Arten vistas vanligen 1000 till 1200 meter över havet men iakttas ibland i dalgångar. Habitatet utgörs av tropisk regnskog och människans trädgårdar. Djuret jagas för köttets skull och i utbredningsområdet pågår skogsavverkningar. IUCN kategoriserar arten globalt som akut hotad.